# هنري دانلوس
هنري ألكسندر دانلوز (بالإنجليزية: Henri-Alexandre Danlos)‏
12سبتمبر 1912 26 مارس 1844 طبيب أمراض جلدية فرنسي ولد في باريس تم تسمية متلازمة إهلرز-دانلوس نسبة الية وإلى الطبيب الدنماركي أدوارد أهلر وهي مجموعة من الاضطرابات تصيب الأنسجة الضامة 